# Instituto Nacional de Bioinformática
El Instituto Nacional de Bioinformatica (INB) - en inglés Spanish National Bioinformatics Institute- es una organización de carácter nacional española dedicada a la promoción, desarrollo, investigación y enseñanza de la bioinformática fundado en 2003 que se localiza en la ciudad de Madrid, España.

## Dependencia del Instituto de Salud Carlos III
El INB es una plataforma tecnológica dependiente del Instituto de Salud Carlos III y uno de los futuros nodos ELIXIR. 

## Funciones del INB
EL INB es un red de trabajo española para la coordinación, integración y desarrollo de recursos bioinformáticos de proyectos en genómica y proteómica en español así como un centro de soporte para la medicina traslacional.